# Pöhla (Schwarzenberg)
Pöhla ist seit dem 1. Januar 2008 ein Ortsteil der Großen Kreisstadt Schwarzenberg im Erzgebirge.

## Ortsgliederung

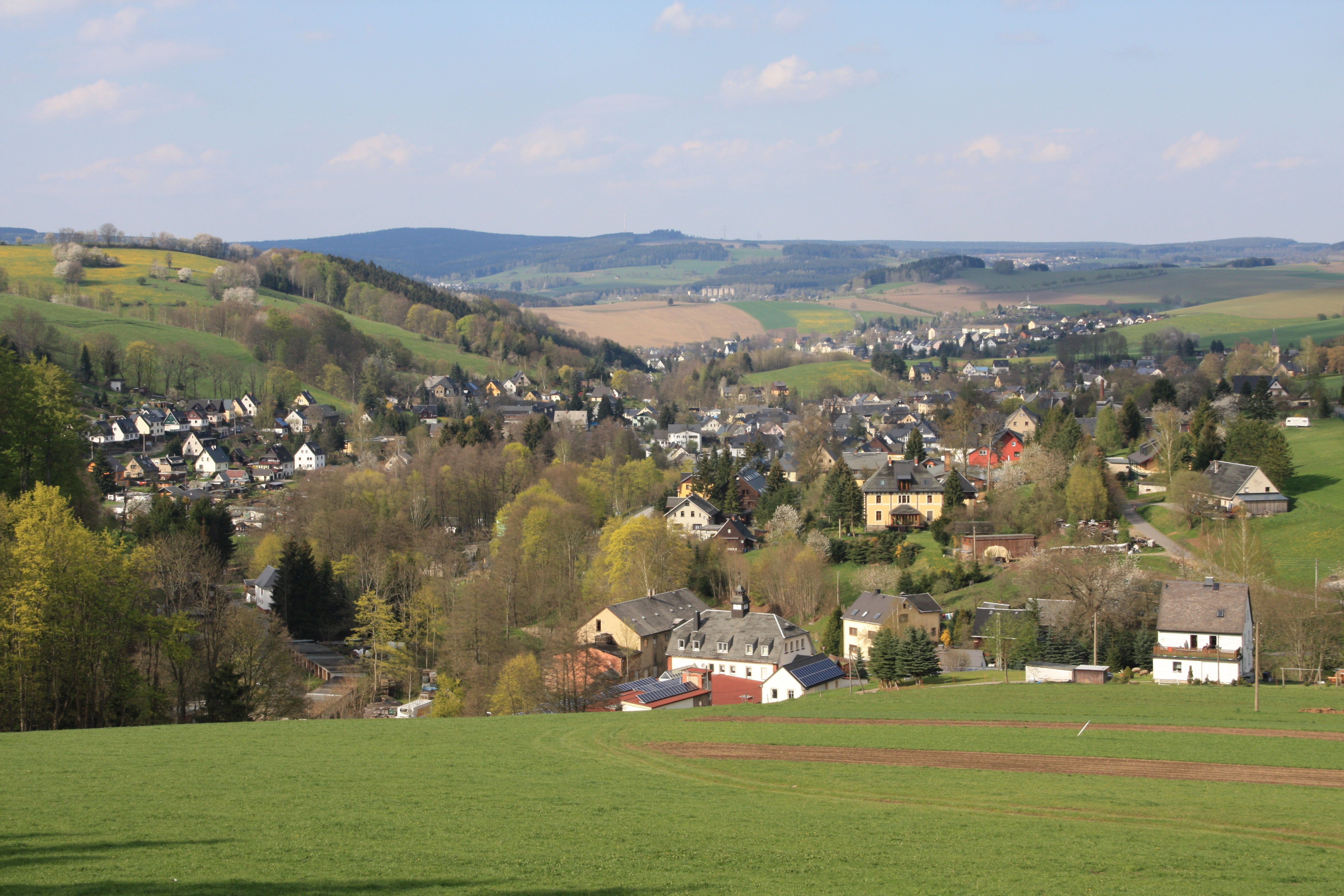
Ansicht von Süden

Die beiden Ortsteile Großpöhla mit Siegelhof (Hammerwerk) und Kleinpöhla mit Pfeilhammer werden vom Pöhlwasser getrennt.

## Geschichte
Die Gemeinde wurde am 13. Dezember 1855 durch den Zusammenschluss von Großpöhla und Kleinpöhla unter dem gemeinsamen Namen Pöhla gebildet. Der Ortsname ist slawischen Ursprungs und leitet sich von dem in Orts- und Flurnamen häufig verwendeten Wort bjelo ‚hell‘ oder ‚weiß‘ ab. Namensgebend für den Ort war der ihn durchfließende Bach, das Pöhlwasser.
Großpöhla und Kleinpöhla hatten sich zunächst eigenständig entwickelt. Das Pöhlwasser bildete nicht nur die Grenze zwischen den beiden Gemeinden, sondern trug auch die Herrschaftsgrenze zwischen der Herrschaft Schwarzenberg und der Schönburgischen Herrschaft bzw. nach beider Verkauf an das Kurfürstentum Sachsen 1533/1559 zwischen den später zusammengelegten Ämtern Schwarzenberg und Crottendorf.
Großpöhla wurde als „die Behl“ bzw. „die Böhl“ erstmals 1406 urkundlich erwähnt und ist als einreihiges Waldhufendorf angelegt worden. Die vier Hufen bewohnten gegen Ende des 16. Jahrhunderts 26 „besessene Mann“, darunter elf „kleine Häusler“, mit ihren Familien. Zu Beginn des 19. Jahrhunderts bestand Großpöhla bereits aus 75 Häusern und etwa 750 Einwohnern, die sich vom Spitzenklöppeln, Löffelmachen, Holzarbeiten, Berg- und Hammerarbeiten usw. ernährten. Im Dorf gab es ein Erbgericht und ein Beigeleite von Schwarzenberg. In der Nähe des Ortes befand sich auch ein Privatkalkofen. Siehe auch: Siegelhof (Hammerwerk).
Vermutlich in der ersten Hälfte des 16. Jahrhunderts errichtete man links des Pöhlwassers den späteren Pfeilhammer. Noch 1495 ist in einer Belehnung von nur „zwene Menner in der Bele“ für den Schwarzenberger Anteil die Rede. Die Bevölkerungszahl erhöhte sich so weit, dass 1551 bereits zwei Gutsbesitzer, sechs Häusler und neun Inwohner in Kleinpöhla ansässig waren. Es weist eine Gutsblockflur auf. Im Verlaufe der Jahrhunderte blieb der Pfeilhammer einer der Hauptarbeitgeber des Dorfes und trug zum stetigen Bevölkerungswachstum bei.
Über Pöhla schrieb Johann Traugott Lindner in seinem 1848 erschienenen Buch Wanderungen durch die interessantesten Gegenden des Sächsischen Obererzgebirges  unter der Überschrift Großpöhla:
In den 109 dicht zusammen gedrängten und vielfach in einander verkästelten und beschindelten Häusern, mit Einschluß von dem nebengelegenen Kleinpöhla, wohnen nicht weniger als 1489 Menschen, von welchen das Männergeschlecht bei den beiden Hammerwerken, den sogenannten Biedermann’schen und dem Pfeilhammer, größtentheils seine Nahrung findet, Weiber und Kinder hingegen das Spitzenklöppeln treiben.
Heute ist Pöhla wirtschaftlich kaum mehr von Bedeutung. Vor allem Tourismus und Wintersport sollen der Gemeinde zu einem neuen Aufschwung verhelfen.
Die Gemeinde war längere Zeit bestrebt, sich aus der seit 1995 bestehenden Verwaltungsgemeinschaft mit Markersbach und Raschau zu lösen. Diese Maßnahme wurde von den Bürgermeistern und Gemeinderäten von Markersbach und Raschau abgelehnt. Ein Bürgerentscheid am 26. November 2006 blieb zunächst ohne Erfolg, obwohl die Einwohner Pöhlas mehrheitlich für den angestrebten Austritt und gleichzeitige Eingemeindung in die Große Kreisstadt Schwarzenberg stimmten. Auch ein wiederholtes Nachsuchen beim sächsischen Innenministerium blieb zunächst ergebnislos. Zwischen Januar und Juli 2007 ließen die Pöhlaer Gemeinderäte ihre Mandate ruhen, weil sie aus rechtlichen Gründen keine Möglichkeit sahen, den o. g. Bürgerentscheid umzusetzen. Die Bürgermeisterin von Pöhla billigte dieses Vorgehen, obwohl dies wohl als Verstoß gegen die Sächsische Gemeindeordnung anzusehen war. Die Tätigkeit wurde am 19. Juli wieder aufgenommen, da wichtige Ausgaben ohne Gemeinderatsentschluss nicht getätigt werden konnten. Nachdem die beiden in die Einheitsgemeinde Raschau-Markersbach strebenden Partner Markersbach und Raschau der Auflösung der bestehenden Verwaltungsgemeinschaft zugestimmt hatten, konnte dies durch das Sächsische Innenministerium in seinem Amtsblatt vom 27. Dezember 2007 bestätigt und so der Weg zur Eingemeindung nach Schwarzenberg geebnet werden. Die bisherige ehrenamtliche Bürgermeisterin Annerose Grund (FDP) wurde in den Ruhestand versetzt; zur Ortsvorsteherin wurde Annelore Liebchen (Die Linke) bestimmt. Der Stadtrat Schwarzenberg wurde bis zur Kommunalwahl 2009 mit drei Pöhlaer Stadträten verstärkt; der bisherige Gemeinderat arbeitete als Ortschaftsrat weiter. Der Erhalt der Grundschule in Pöhla war eines der Hauptargumente für die Eingemeindung nach Schwarzenberg. Jedoch wurde am 17. Mai 2010 bekannt, dass nach Plänen des sächsischen Kultusministeriums die Grundschule nach dem Schuljahr 2010/11 geschlossen werden soll.
Mit 665 Gemeindegliedern zählten im August 2009 mehr als die Hälfte aller Einwohner zur evangelisch-lutherischen Kirchgemeinde Pöhla.
Am 5. Dezember 2016 begannen in Pöhla die Bauarbeiten für das neue Bergwerk Pöhla-Globenstein. Zunächst soll ein Erkundungsschacht geteuft werden, im Frühjahr 2017 soll der Förderturm folgen. Der kommerzielle Abbau ist ab 2019 geplant. Die Skarnlagerstätte Pöhla ist die größte Zinnlagerstätte Europas. In dem auf drei Lager verteilten, 408 Hektar großen Abbaugebiet wird mit 30.000 Tonnen Zinn gerechnet. Zusätzlich sollen 18.000 Tonnen Wolfram und 250 Tonnen Indium in der Lagerstätte abgebaut werden können. Pöhla wäre damit, nach der Grube Niederschlag, das zweite nach der Wende neu errichtete Bergwerk im Erzgebirge.

### Entstand das Heiligobndlied in Pöhla?
In seinem 1848 erschienenen Buch Wanderungen durch die interessantesten Gegenden des Sächsischen Obererzgebirges schrieb Johann Traugott Lindner unter der Überschrift Großpöhla:
Unter den Proletariern (gebe es) eine Menge sonderbarer Gebräuche und das Familienleben bezeichnender abergläubischer Gebahrungen, besonders zur Weihnachtszeit, denen man in folgendem Liedchen begegnet, welche eine Pöhlaerin in ihrem Dialekt selbst zum Verfasser hat.
Es folgen unter der Überschrift Das Weihnachtsfest 14 Strophen des Heiligobndlieds.  Die Verfasserin des Liedes  Johanne Amalie von Elterlein erwähnt Lindner nicht.

### Einwohnerentwicklung
Folgende Einwohnerzahlen beziehen sich auf den 31. Dezember des voranstehenden Jahres mit Gebietsstand Januar 2007:
| 1982 bis 1988 - 1982–1738 - 1983–1718 - 1984 − 1691 - 1985 − 1625 - 1986 − 1584 - 1987 − 1554 - 1988 − 1537 | 1989 bis 1995 - 1989 − 1469 - 1990 − 1427 - 1991 − 1407 - 1992 − 1387 - 1993 − 1372 - 1994 − 1357 - 1995 − 1356 | 1996 bis 2002 - 1996 − 1357 - 1997 − 1374 - 1998 − 1383 - 1999 − 1402 - 2000 − 1384 - 2001 − 1382 - 2002 − 1352 | 2003 bis 2006 - 2003 − 1316 - 2004 − 1291 - 2005 − 1275 - 2006 − 1267 |

 Quelle: Statistisches Landesamt des Freistaates Sachsen

## Sport
Im Ort befindet sich die Schanzenanlage „Pöhlbach“, zu der die Pöhlbachschanze sowie drei weitere Skisprungschanzen gehören.

## Sehenswürdigkeiten
- 1992 eröffnetes Besucherbergwerk Zinnkammern Pöhla im Luchsbachtal mit den größten Zinnkammern Europas.
- Ebenfalls im Luchsbachtal befindet sich das Besucherbergwerk „Morgenstern Erbstolln“. Bereits im 17. Jahrhundert wurde am Hahnel intensiver Bergbau auf Zinn und Silber betrieben. Durch den Förderverein Luchsbachtal e. V. wurde der Obere Morgensterner Erbstolln in ehrenamtlicher Tätigkeit bzw. mit ABM-Kräften wieder aufgewältigt. Die Länge des Stollns beträgt 190 Meter (97¼ Lachter), wovon 80 Meter als Besucherstolln begehbar sind. Die Temperatur im Stolln beträgt ganzjährig 11–12 °C.
- Bergbaulehrpfad, der Grubenbaue des Altbergbaus sowie der SDAG Wismut (ab 1946) miteinander verbindet
- Herrenhäuser der einstigen Hammerwerke
- Lutherkirche von 1933

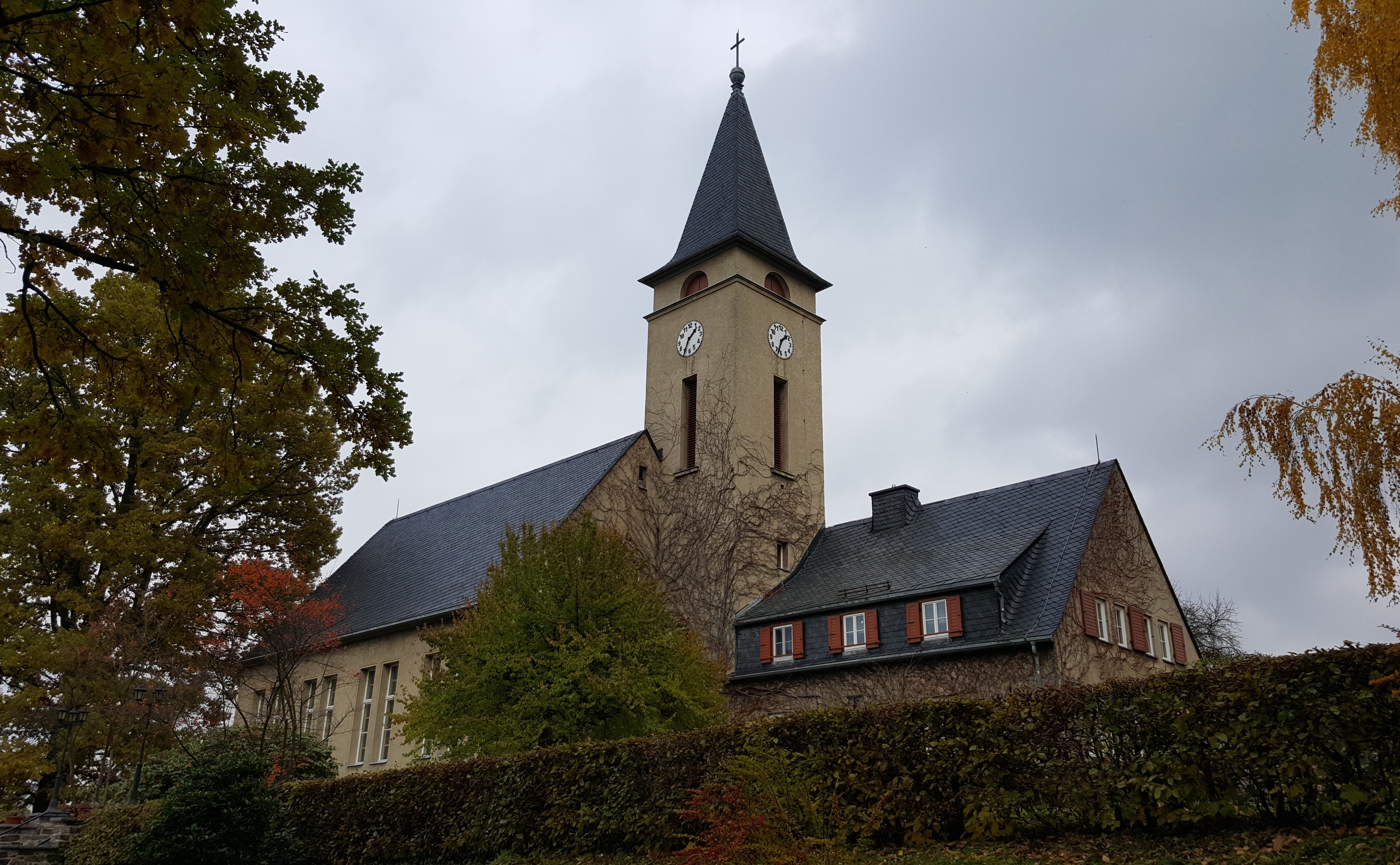
Evangelische Lutherkirche: 1933 errichtete Saalkirche mit angebautem Pfarrhaus.
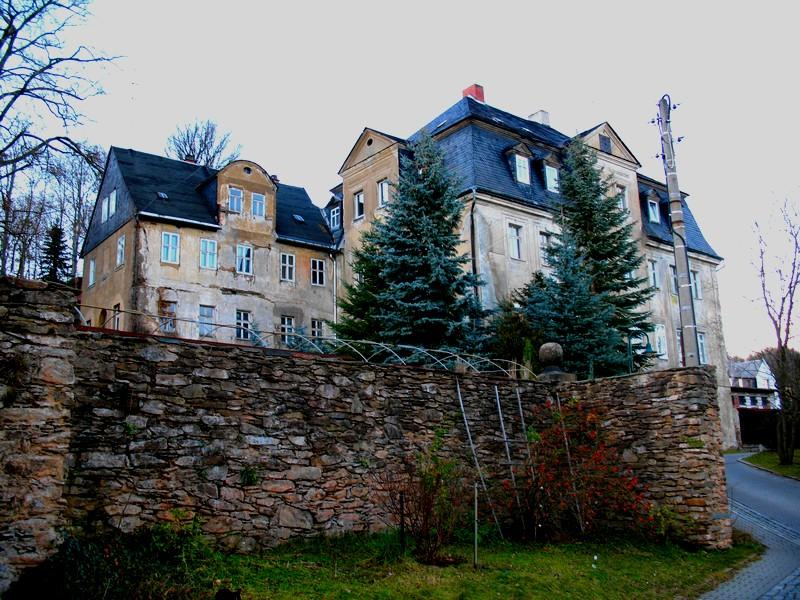
Herrenhaus Pfeilhammer: Nach einem Brand 1802–1806 wiederaufgebaut.
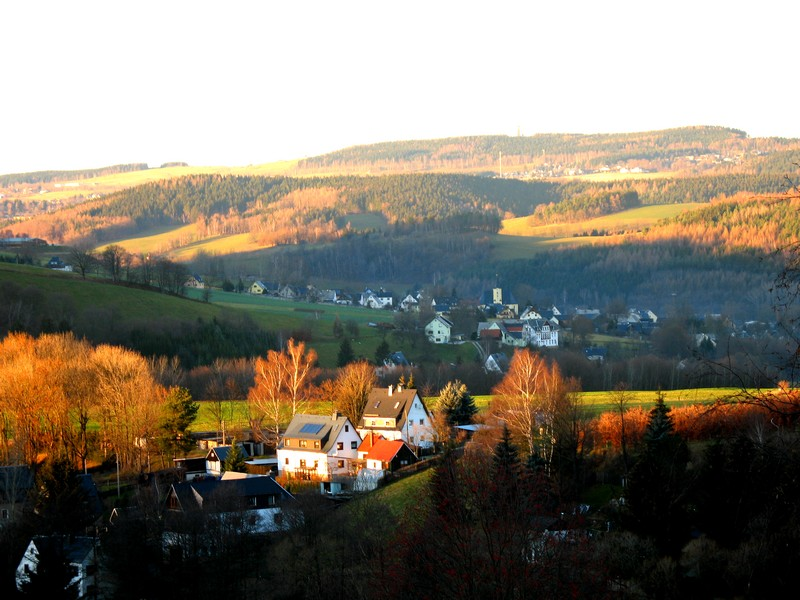
Blick vom Wasserwerk auf den unteren Ortsteil. Im Hintergrund die Kirche von Grünstädtel. Am Horizont der Spiegelwald.
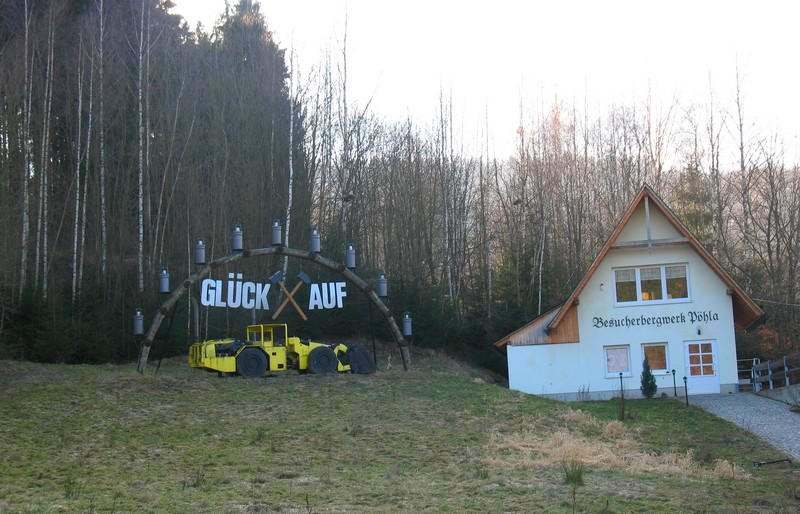
Besucherbergwerk Pöhla: die größten Zinnkammern Europas.

## Verkehr

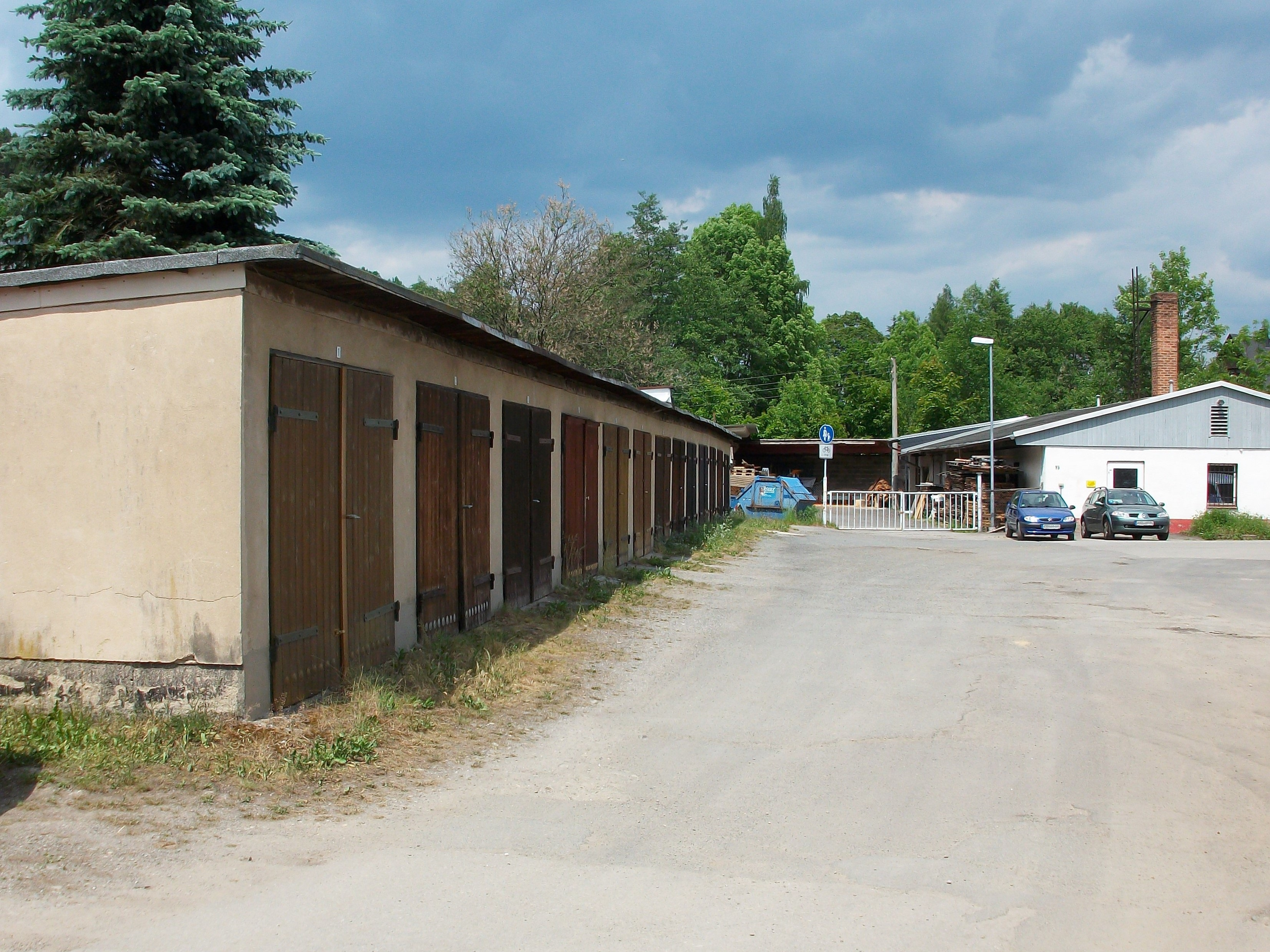
Standort der ehemaligen Haltestelle Pöhla, Blick Richtung Grünstädtel (2017)

Pöhla ist über die "Hauptstraße" bzw. die "Straße des Friedens" in Raschau an die Bundesstraße 101 abgebunden.
Zwischen 1889 und 1971 hatte Pöhla mit den Haltestellen Pöhla und Siegelhof Anschluss an die Schmalspurbahn Grünstädtel–Oberrittersgrün.

## Persönlichkeiten

### Töchter und Söhne des Ortes
- Heinrich Siegel (1612–1669), Berg- und Hammerherr auf Siegelhof in Großpöhla, Rittersgrün und Unterblauenthal
- Johannes Korb (1615–1685), erzgebirgischer Hammerherr
- Johann August von Elterlein (1669–1725), Unternehmer, Hammerherr in Rittersgrün
- Friedrich Wilhelm Enzmann (1802–1866), Begründer der Produktion fotografischer Apparate in Dresden
- Horst Gäbler (1921–2014), Wetterwart auf dem Fichtelberg
- Gotthard Richter (1929–2023), deutscher Bildhauer und Maler
- Gotthard Trommler (1931–2014), nordischer Skitrainer

### Personen, die mit Pöhla in Verbindung stehen
- Karl Friedrich Wilhelm Heyn (1789–1869), Erbrichter in Grumbach und Großpöhla, Abgeordneter der II. Kammer des Sächsischen Landtags
- Max Schreyer (1845–1922), Dichter des Liedes Dar Vuglbärbaam, war hier von 1893 bis 1919 als Oberförster tätig
- Jens Weißflog (* 1964), Skispringer, ist hier aufgewachsen.